# Fernand Ducobu
Fernand Ducobu (Boussu, 30 december 1913 - juli 2001 ) was een Belgisch volksvertegenwoordiger.

## Levensloop
Ducobu behoorde tot de christendemocratische vleugel van de PSC en bestuurde vennootschappen binnen de christelijke arbeidersbeweging. Zo was hij secretaris van het arrondissementeel verbond van de Mouvement ouvrier chrétien (MOC), bestuurslid van het Landelijk Verbond van Christelijke Coöperaties (1952-1976) en bestuurslid  van de Action Coopératieve Mons-Borinage.
In 1946 werd hij gemeenteraadslid van Boussu en in 1952 van Bergen. In deze tweede stad werd hij van 1965 tot 1970 schepen en werd het opnieuw vanaf 1972, na de fusie van gemeenten.
Van mei tot november 1971 was hij PSC-volksvertegenwoordiger voor het arrondissement Bergen.